# Harry Forbes Witherby
Harry Forbes Witherby (Croydon, 7 ottobre 1873 – Chobham, 11 dicembre 1943) è stato un ornitologo e scrittore britannico.
Fu editore e fondatore, nel 1907, della rivista British Birds.

## Biografia
Harry era il secondo figlio di Henry Forbes Witherby (1836–1907) di Burley, in Hampshire, proprietario della cartoleria giuridica e marittima Witherby and Co., con 169 dipendenti, che lasciò l'attività familiare nel 1899 per dedicarsi alla pittura e all'ornitologia. Dopo aver lasciato la scuola Witherby iniziò a lavorare nell'attività di famiglia che lasciò nel 1936, per poi tornarci allo scoppio della seconda guerra mondiale. L'attività familiare iniziò a pubblicare libri sugli uccelli agli inizi del ventesimo secolo. Sin da giovane Witherby si dedicò all'ornitologia e viaggiò molto, visitando Iran, la Penisola di Kola, e il Nilo bianco. Descrisse quest'ultimo nel libro Bird Hunting on the White Nile del1902. Sposò Lilian Gillson nel 1904. Lilian si unì ai suoi viaggi ed imparò a riconoscere gli uccelli in luna di miele. Ebbero due figli e tre figlie.

## Carriera
Iniziò uno dei primi due progetti di inanellamento al mondo, nel 1909 (i progetti si unirono negli anni trenta), trasferendo nel 1937 l'incarico al British Trust for Ornithology (B.T.O.), che continuò il lavoro. Witherby fu segretario onorario e tesoriere (dal 1904 al 1914), nonché presidente (dal 1924 al 1927) del British Ornithologists' Club e Presidente del consiglio della British Ornithologists' Union (B.O.U) (dal 1933 al 1938). Nel 1933 fu uno degli 11 personaggi, coinvolti nell'appello che portò alla fondazione del British Trust for Ornithology un'organizzazione per lo studio degli uccelli nelle isole britanniche, divenendone membro fondatore e presto vice presidente. La B.T.O. sopravvisse grazie alle sue donazioni finanziarie, non ultimi i proventi della vendita della sua grande collezione di uccelli imbalsamati al British Museum - oggi conservata nella sede del Natural History Museum a Tring.
L'opera maggiore di Whiterby fuThe Handbook of British Birds (1938–1941). Composta da cinque volumi, fu ristampata molteplici volte, le ultime edizioni dedicate alle correzioni e alle aggiunte a quelle precedenti, ma poche di queste furono di grande importanza e il testo principale rimase praticamente immutato. Fu nominato membro onorario dell'American Ornithologists' Union nel 1928 e fu insignito della medaglia Godman-Salvin dalla British Ornithologists' Union nel 1937. L'allodola di Witherby (Alaemon hamertoni) fu chiamata così in suo onore, nel 1905, nonostante sia più conosciuta come allodola minore.  Altri due uccelli furono nominati in suo onore: il migliarino di palude (Emberiza schoeniclus witherbyi) e il pettirosso (Erithacus rubecula witherbyi).
Durante la prima guerra mondiale fu tenente per la Royal Navy Volunteer Reserve. Fu menzionato nei dispacci e ricevette la medaglia MBE (Member of the Most Excellent Order of the British Empire) per il lavoro come ufficiale dei servizi segreti a Dunkirk.